# Damien Sargue
Pour les articles homonymes, voir Sargue.
Damien Sargue, de son vrai nom Damien Gras, est un chanteur français né le 26 juin 1981 à Caen (Calvados), essentiellement connu pour son rôle de Roméo dans la comédie musicale Roméo et Juliette, de la haine à l'amour, dans laquelle il interprète notamment les chansons Aimer avec Cécilia Cara et Les Rois du monde avec Grégori Baquet et Philippe d'Avilla.

Il a également incarné Aramis dans la comédie musicale Les Trois Mousquetaires et Phœbus dans Notre-Dame de Paris.

## Biographie

### Famille et enfance
Il a des origines espagnoles par son grand père.
Les parents de Damien Sargue divorcent alors qu'il a un an et sa mère s'installe avec lui et son frère Julien en Normandie. Tout débute vraiment pour lui à l'âge de 8 ans lorsque sa mère décide de l'inscrire à l'École des variétés, à Caen, alors que Damien rêve, lui, de faire du judo. Sa déception est de courte durée puisqu'il se prend rapidement de passion pour la musique et le chant, dans lesquels il excelle déjà malgré son jeune âge.

### Les débuts
Au début des années 1990, Damien participe à un concours télévisuel présenté par Jean-Pierre Foucault, Les numéros 1 de demain, rubrique de la célèbre émission Sacrée Soirée. Durant six semaines consécutives, Damien est plébiscité par le public.
S'il a agréablement surpris les téléspectateurs de l'émission par ses prestations, les producteurs de disques ont également repéré en lui un futur talent. En 1991, Damien, qui n'a que 10 ans, enregistre son premier single : Emmène-moi, sous le pseudonyme de Damien Danza. Mais ses parents lui demandent de se consacrer à ses études en priorité, en attendant sa majorité. Damien continue néanmoins à chanter et participe régulièrement à des concours dans le sud de la France, pendant ses vacances scolaires. Il remporte d'ailleurs le concours de la chanson française à Cannes.

### Les comédies musicales
Sa vie prend un autre tournant en 1996 alors qu'il envoie une cassette à différents castings. Il décroche une audition à Paris pour Notre-Dame de Paris, ayant appris que Luc Plamondon et Richard Cocciante étaient à la recherche de doublures pour leur spectacle. Il quitte l'école à l'âge de 16 ans.
Il incarne les doublures de Phœbus et Gringoire, respectivement interprétés par Patrick Fiori et Bruno Pelletier. Ce n'est pas un premier rôle, mais cela lui permet de se confronter à la réalité de la scène et de se produire sur près de 80 dates.
Gérard Louvin et Daniel Moyne, futurs producteurs de Roméo et Juliette, de la haine à l'amour, voient en Damien le Roméo idéal. Durant l'été 2000, Damien Sargue, Grégori Baquet et Philippe d'Avilla connaissent un immense succès avec la chanson Les Rois du monde. En janvier 2001, Damien Sargue monte aux côtés de Cécilia Cara (Juliette) sur la scène du Palais des congrès de Paris pour la première d'une longue série de représentations du spectacle écrit et composé par Gérard Presgurvic, d'après l'œuvre de William Shakespeare. Ils y interprètent notamment avec la troupe la chanson-phare Aimer. Le spectacle est vu par un million de spectateurs lors de la première année.
En 2004, il prête sa voix au personnage de Raoul De Chagny dans le film Le Fantôme de l'Opéra  de Joel Schumacher[réf. nécessaire].
Dès 2006, la comédie musicale Roméo et Juliette part en tournée en Asie et Damien rejoint le casting.
Le 2 février 2010, Roméo et Juliette revient à Paris au Palais des Congrès dans une nouvelle mouture : Roméo et Juliette : Les enfants de Vérone, John Eyzen (ex-candidat de Star Academy 4) et Cyril Niccolai remplacent Grégori Baquet et Philippe d'Avilla aux côtés de Damien.
En avril 2015, Damien est choisi pour interpréter le rôle d'Aramis dans la comédie musicale Les Trois Mousquetaires qui sera jouée au Palais des sports de Paris à partir du 29 septembre 2016 et en tournée en France.
En 2018 et 2023 il reprend son rôle dans la comédie musicale Roméo et Juliette, de la haine à l'amour pour une tournée en Asie.
En 2022-2023 il participe à la tournée Les Comédies musicales - Le Grand Show puis en 2024-2025 à la tournée Les Comédies musicales - La tournée officielle aux côtés de Priscilla Betti et Hélène Ségara notamment.
De 2023 à 2025 il interprète Phoebus dans la comédie musicale à succès Notre-Dame de Paris en tournée en France et en Chine.

### La carrière solo
En 2004, désireux de démarrer une carrière en solo, Damien Sargue enregistre trois premiers titres qui sont envoyés aux radios. Mais Merci et Elle vient quand elle vient ne rencontrent pas le succès escompté par sa maison de disques, Universal Music, et l'album prévu n'est finalement jamais commercialisé, bien qu'une version promotionnelle ait fait l'objet d'une sortie à Taïwan. Pourtant, le 23 mai 2008, Damien donne son premier concert solo en France sur la scène Bastille à Paris et en redonnera 2 autres les 1er et 2 octobre 2008 dans cette même salle.

### Participations
En 2013, il interprète Né en 17 à Leidenstadt sur l'album Génération Goldman volume 2 avec Anggun et Amaury Vassili, et participe également à l'album Forever Gentlemen.
À l'automne 2013, il participe à la quatrième saison de l'émission Danse avec les stars sur TF1, aux côtés de la danseuse Candice Pascal, et termine neuvième de la compétition.
Il rejoint le collectif d'artistes Les grandes voix des comédies musicales chantent pour les enfants hospitalisés aux côtés notamment de Renaud Hantson, Pablo Villafranca et Fabienne Thibeault pour le single Un faux départ.
En avril 2014, il intègre le groupe Latin Lovers aux côtés de Nuno Resende, Nyco Lilliu et Julio Iglesias Jr et sortent un album de reprises de musique latine.
Il est ambassadeur de l'association Cœurs en scène. Le 2 novembre 2015, il se produit dans le cadre du Voyage des Cœurs en scène à l'occasion des dix ans de l’association Cœurs en scène, lors d'un concert au Vingtième Théâtre aux côtés de Vanessa Cailhol, Manon Taris, Nuno Resende, Sophie Delmas, Laurent Bàn.
En septembre 2014, il participe au single inédit Kiss & Love au profit du Sidaction,. 
Il apparaît en tant que candidat dans des émissions et des jeux tels que Les People passent le bac en 2014 sur NRJ 12, L'Œuf ou la Poule ? sur D8 ou L’académie des neuf sur NRJ 12 en 2015. En 2016, il participe au Grand Blind test sur TF1, à la saison 1 du Meilleur pâtissier spéciale Célébrités sur M6 ou encore à la saison 7 de Mask Singer sur TF1 en 2025.
En 2019, il est juré dans Together, tous avec moi, un jeu musical diffusé sur M6 puis W9. La même année il est la doublure de François Soubirou dans la comédie musicale Bernadette de Lourdes.

### Vie privée
Damien a été le compagnon d'Hélène Ségara.
En 2006, Damien rencontre Joy Esther, sur la comédie musicale Roméo et Juliette. Il l'épouse en 2009 à Las Vegas. Le couple divorce en 2011.
Il est depuis en couple avec une danseuse professionnelle, Émilie Sudre, avec qui il s'est marié le 15 juillet 2017 et qui est la mère de sa fille, prénommée Billie-Rose, née le 30 janvier 2014.

## Discographie

### Singles
- Emmène-moi (1991)
- Aimer (Roméo et Juliette, 2001)
- Les Rois du monde (Roméo et Juliette, 2001)
- On dit dans la rue (Roméo et Juliette, 2001)
- Merci (2004)
- Quelque chose pour quelqu'un (2004)
- Elle vient quand elle vient (2005)
- Avoir 20 ans (Roméo et Juliette, 2010)
- On prie (Roméo et Juliette, 2010)
- Le chemin (Single caritatif, 2011)
- Un faux départ (Single caritatif, 2013)
- La belle vie (2013)
- Vous les femmes de Julio Iglesias (2014)
- Solamente Tú de Pablo Alborán (2014)
- Un jour (Les 3 mousquetaires, 2015)
- J'ai besoin d'amour comme tout le monde (Les 3 mousquetaires, 2016)

### EP
- Pinocchio, la renaissance (2011)[14]
  - Ça sert à quoi tout ça : Damien Sargue
  - Me déchaîner de toi : Frédéric Charter
  - À force d'amour : Aurore Delplace
  - Tout savoir : Damien Sargue, Aurore Delplace
  - Être un homme : Stefanny Rodrigue

### Albums

#### Album solo
- Damien Sargue (2007)

#### Participations
- Roméo et Juliette, de la haine à l'amour (2000)
- Roméo et Juliette, les enfants de Vérone (2010)
- Forever Gentlemen (2013)
- Latin Lovers (2014)
- Les Trois Mousquetaires (2016-2017)
- 2017 : album Chante la vie chante (Love Michel Fugain)